# Leichtathletik-Weltmeisterschaften 2019/Teilnehmer (Indien)
| Gelbes Symbol für Goldmedaillen mit stilisierten Olympischen Ringen | Graues Symbol für Silbermedaillen mit stilisierten Olympischen Ringen | Braundes Symbol für Bronzemedaillen mit stilisierten Olympischen Ringen |
| ------------------------------------------------------------------- | --------------------------------------------------------------------- | ----------------------------------------------------------------------- |
| —                                                                   | —                                                                     | —                                                                       |

Der Leichtathletikverband von Indien will an den Leichtathletik-Weltmeisterschaften 2019 in Doha teilnehmen. 27 Athletinnen und Athleten wurden vom indischen Verband nominiert.

## Ergebnisse

### Frauen

#### Laufdisziplinen
| Athletin | Disziplin | Vorlauf        | Vorlauf | Halbfinale | Halbfinale | Finale | Finale |
| Athletin | Disziplin | Zeit           | Platz   | Zeit       | Platz      | Zeit   | Platz  |
| --- | --------- | -------------- | ------- | ---------- | ---------- | ------ | ------ |
| Dutee Chand | 100 m     | 11,48 s        | 37      | DNQ        | DNQ        | –      | –      |
| Archana Suseentran | 200 m     | 23,65 s        | 40      | DNQ        | DNQ        | –      | –      |
| Anjali Devi | 400 m     | 52,33 s        | 37      | DNQ        | DNQ        | –      | –      |
| P. U. Chitra | 1500 m    | 4:11,10 min PB | 30      | DNQ        | DNQ        | –      | –      |
| - Jisna Mathew - M. R. Poovamma - Subha Venkatesan - V. K. Vismaya nicht auf Startliste: - Ramraj Vithya - Veeramani Revathi | 4 × 400 m | 3:29,42 min    | 11      |            |            | DNQ    | DNQ    |

#### Sprung/Wurf
| Athletin  | Disziplin | Qualifikation | Qualifikation | Finale     | Finale |
| Athletin  | Disziplin | Weite/Höhe    | Platz         | Weite/Höhe | Platz  |
| --------- | --------- | ------------- | ------------- | ---------- | ------ |
| Annu Rani | Speerwurf | 62,43 m NR    | 5             | 61,12 m    | 8      |

### Männer

#### Laufdisziplinen
| Athlet | Disziplin        | Vorlauf        | Vorlauf | Halbfinale | Halbfinale | Finale         | Finale |
| Athlet | Disziplin        | Zeit           | Platz   | Zeit       | Platz      | Zeit           | Platz  |
| --- | ---------------- | -------------- | ------- | ---------- | ---------- | -------------- | ------ |
| Jinson Johnson | 1500 m           | 3:39,86 min    | 34      | DNQ        | DNQ        | –              | –      |
| Thonakal Gopi | Marathon         |                |         |            |            | 2:15:57 h      | 21     |
| Ayyasamy Dharun | 400 m Hürden     | 50,55 s        | 27      | DNQ        | DNQ        | –              | –      |
| Jabir Madari Pillyalil | 400 m Hürden     | 49,62 s        | 11      | 49,71 s    | 17         | DNQ            | DNQ    |
| Avinash Sable | 3000 m Hindernis | 8:25,23 min NR | 20      |            |            | 8:21,37 min NR | 13     |
| Irfan Kolothum Thodi | 20 km Gehen      |                |         |            |            | 1:35:21 h      | 27     |
| Devender Singh | 20 km Gehen      |                |         |            |            | 1:41:48 h      | 36     |
| - Amoj Jacob - K. S. Jeevan - Muhammed Anas - Noah Nirmal Tom nicht auf Startliste: - Antony Alex - Ayyasamy Dharun - Kumar Harsh | 4 × 400 m        | 3:03,09 min    | 12      |            |            | DNQ            | DNQ    |

#### Sprung/Wurf
| Athlet             | Disziplin   | Qualifikation | Qualifikation | Finale     | Finale |
| Athlet             | Disziplin   | Weite/Höhe    | Platz         | Weite/Höhe | Platz  |
| ------------------ | ----------- | ------------- | ------------- | ---------- | ------ |
| Sreeshankar Murali | Weitsprung  | 7,62 m        | 22            | DNQ        | DNQ    |
| Tejinder Pal Singh | Kugelstoßen | 20,43 m SB    | 18            | DNQ        | DNQ    |
| Shivpal Singh      | Speerwurf   | 78,97 m       | 24            | DNQ        | DNQ    |

### Mixed
| Athlet/in | Disziplin | Vorlauf        | Vorlauf | Halbfinale | Halbfinale | Finale         | Finale |
| Athlet/in | Disziplin | Zeit           | Platz   | Zeit       | Platz      | Zeit           | Platz  |
| --- | --------- | -------------- | ------- | ---------- | ---------- | -------------- | ------ |
| - Muhammed Anas (m) - V. K. Vismaya (w) - Jisna Mathew (w) - Noah Nirmal Tom (m) nicht auf Startlisten: - M. R. Poovamma (w) - Amoj Jacob (m) | 4 × 400 m | 3:16,14 min SB | 7       |            |            | 3:15,77 min SB | 7      |